# Gabriele Monschau
Gabriele Monschau (* 1974 in Oldenburg (Oldb)) ist eine deutsche Verwaltungsjuristin und seit Juli 2025 Vizepräsidentin für zentrale Aufgaben und Vertreterin des Präsidenten des Bundesnachrichtendienstes (BND).

## Leben
Monschau studierte ab 1993 Rechtswissenschaft in Saarbrücken und Münster mit Auslandssemestern in Russland und Spanien. 1999 legte sie die Erste Juristische Prüfung ab und nach dem Rechtsreferendariat in Zwickau, Leipzig, Speyer und Miami 2001 die Zweite Staatsprüfung. Im selben Jahr schloss sie ihre Promotion ab.
2003 war Monschau kurz wissenschaftliche Mitarbeiterin im Deutschen Bundestag, bevor ebenfalls 2003 Assistentin der Geschäftsleitung einer deutschen Holding wurde.
Monschau wurde 2004 Referentin im BND, übernahm 2009 die Leitung von Residenturen und 2018 eine leitende Funktion. 2022 wurde sie, als Nachfolger von Philipp Wolff, Leiterin des Leitungsstabs im BND. Im Juli 2025 wurde sie, erneut als Nachfolgerin von Philipp Wolff, mit der Wahrnehmung der Geschäfte der Vizepräsidentin für zentrale Aufgaben des Bundesnachrichtendienstes beauftragt. Sie ist, nach Tania Freiin von Uslar-Gleichen, die zweite Vizepräsidentin des BND und die erste Vizepräsidentin, die Stellvertreterin des Präsidenten ist.
Monschau ist verheiratet.